# 교황 레오 5세
교황 레오 5세(라틴어: Leo PP. V, 이탈리아어: Papa Leone V)는 제118대 교황(재위: 903년 7월 ~ 903년 9월)이다. 903년 9월 대립교황 크리스토포로에 의해 교황좌에서 쫓겨나 감금되었다가 교황 세르지오 3세의 재임 초반기에 살해당했다고 한다. 오늘날 바티칸에서는 그의 폐위가 정당하지 않다고 여기기 때문에, 그의 재임기간이 904년 그가 선종함으로써 끝났다고 보고 있다. 그의 죽음과 동시에 이른바 창부정치가 시작되었다.

## 교황
레오 5세는 아르데아 인근 프리아피라고 불리는 곳에서 태어났다. 로마의 성직자단도 추기경도 아닌 외딴 시골의 일개 사제였음에도 그는 교황 베네딕토 4세가 선종한 후에 교황으로 선출되었다.
레오 5세는 교황으로 즉위한 후, 볼로냐의 의전사제들에게 특별히 세금 납무를 면제하는 교황 교서 《epistola tuitionis》를 발표하였다. 그러나 교황으로 재임한 지 3개월 만에 산 로렌초 인 다마소 성당의 사제급 추기경인 크리스토포로에게 사로잡혀 감옥에 갇혔다. 크리스토로포는 레오 5세를 감금한 다음 스스로 교황좌에 올랐다. 이렇듯 크리스토포로는 합법적인 절차에 따라 교황으로 선출된 것이 아니기 때문에 대립교황으로 분류된다.
레오 5세는 감옥에서 풀려나지 못하고 선종하였다. 아마도 대립교황 크리스토포로의 지시로 살해되었거나 그를 폐위하여 처형하고 즉위한 교황 세르지오 3세의 지시로 또는 투스쿨룸 백작 테오필락트 1세의 지시로 살해당했을 가능성이 매우 높다. 역사학계에서는 후자일 가능성이 더 높다고 보고 있다.